# The King's Man: Începutul
The King's Man: Începutul (titlu original: The King's Man) este un film americano-britanic de comedie de acțiune de spionaj din 2021 regizat de Matthew Vaughn. Rolurile principale au fost interpretate de actorii Ralph Fiennes, Gemma Arterton, Rhys Ifans, Matthew Goode, Tom Hollander, Harris Dickinson, Daniel Brühl, Djimon Hounsou și Charles Dance. Este al treilea film din seria Kingsman, după Kingsman: Serviciul secret (2014) și Kingsman: Cercul de Aur (2017).

## Distribuție
- Ralph Fiennes - Orlando Oxford / Arthur
- Gemma Arterton - Pollyanna "Polly" Wilkins / Galahad
- Djimon Hounsou - Shola / Merlin
- Matthew Goode - Captain Morton / The Shepherd
- Tom Hollander - Regele George / Percival, Împăratul Wilhelm și Țarul Nicolae. Apare pe generic ca Tom Hollander³ pentru a denota multiplele sale roluri.
- Harris Dickinson - Conrad Oxford
  - Alexander Shaw - tanărul Conrad Oxford
- Daniel Brühl - Erik Jan Hanussen, publicist evreu austriac, șarlatan și interpret clarvăzător
- Rhys Ifans - Grigori Rasputin
- Charles Dance - Herbert Kitchener
- Aaron Taylor-Johnson - Archie Reid / Lancelot
- Joel Basman - Gavrilo Princip
- Valerie Pachner - Mata Hari
- Alexandra Maria Lara - Emily Oxford
- Olivier Richters - Huge Machinery Shack Guard (H.M.S.G.)
- Todd Boyce - Alfred DuPont, industriaș, finanțator, filantrop american
- Aaron Vodovoz - Prințul Felix Iusupov
- Ron Cook - Arhiducele  Franz Ferdinand
- Stanley Tucci - Ambasadorul Statelor Unite / Bedivere
- Branka Katić - Alix de Hessa-Darmstadt, împărăteasă consoartă a Rusiei
- Alison Steadman - Rita
- Cassidy Little - spion britanic
- August Diehl - Vladimir Lenin
- Ian Kelly - Woodrow Wilson
- David Kross - Adolf Hitler (ca - Bărbat cu mustață)
- Kristian Wanzl Nekrasov - General Erich Ludendorff